# Port Reading
Port Reading ist eine Siedlung und Census-designated place innerhalb der Gemeinde Woodbridge im Middlesex County, New Jersey, USA. Bei der Volkszählung 2010 wurden 3728 Einwohner registriert.

## Geographie
Nach den Angaben des United States Census Bureaus hat die Ortschaft eine Gesamtfläche von 7,4 km2, wovon 5,8 km2 Land und 1,6 km2 (21,75 %) Wasser ist.

## Geschichte
Port Reading wurde im späten 19. Jahrhundert von der Reading Railroad of Pennsylvania als Umschlaghafen vor allem für die in Pennsylvania abgebaute Anthrazitkohle erbaut.  1892 wurde der Hafen von Bound Brook, New Jersey, her mit einer neuen Bahnstrecke, der Port Reading Railroad, verbunden.